# Temalørdag: Naturen i kunsten
Temalørdag: Naturen i kunsten è un documentario del 2003 diretto da Søren Ryge Petersen e basato sulla vita del fotografo Kirsten Klein e dei pittori Per Kirkeby, Tróndur Patursson, John Olsen ed Anders Glob.